# Parham Rahimzadeh
Parham Rahimzadeh (Ahwaz, 1990) is een Nederlandse schrijver. Hij groeide op in Schiedam. Na het vwo studeerde Rahimzadeh fiscaal recht.
Zijn debuutroman Arab werd in 2021 uitgegeven bij Uitgeverij Prometheus. Rahimzadeh beschrijft daarin het leven van een jonge Schiedammer die worstelt met criminaliteit, liefde en een betere toekomst. Het verhaal is geen autobiografie maar is wel gebaseerd op de ervaringen die Rahimzadeh tijdens zijn jeugd heeft opgedaan.
Voor Joop.nl schreef hij enkele columns.